# Formel

Eine Kugel, deren Volumen durch die mathematische Formel angegeben wird.

Eine Isobutan-Verbindung, die die chemische Formel hat.

In vielen Wissenschaften ist die Formel eine prägnante Art, Informationen symbolisch auszudrücken. Eine Formel ist eine Folge von Buchstaben, Zahlen, Formelzeichen, Symbolen oder Worten zur verkürzten Bezeichnung eines zum Beispiel mathematischen, physikalischen oder chemischen Sachverhalts oder Zusammenhangs.
Bei der Verwendung von Formeln wird vorausgesetzt, dass sich die sie verwendende Fachgruppe vorab über die Bedeutung der einzelnen Formelelemente und über die richtige Grammatik verständigt hat.

## Formeln in der Mathematik
Eine Formel in der Mathematik stellt einen Zusammenhang zwischen mathematischen Objekten dar. Sie ist gegenüber der Textform kürzer und oft präziser und steht für eine Gesetzmäßigkeit, Regel, Vorschrift oder Definition. Der Zusammenhang zwischen den Größen wird durch ihre Formelzeichen, Zahlen, Variablen und mathematische Symbole dargestellt, zum Beispiel durch Gleichheitszeichen, Pluszeichen, Integralzeichen oder Klammern. Auch die grafische Anordnung kann eine Rechenvorschrift enthalten, zum Beispiel für die Potenzierung.
Der Begriff „Formel“ wird in der Mathematik teilweise als umgangssprachlich angesehen, weil er lediglich umschreibend für den eigentlich gemeinten (Lehr-)Satz verwendet wird. Durch diesen präziseren Begriff wird eine fachsprachliche Abgrenzung erreicht.
Beispiele für Formeln in der Mathematik sind:
- p-q-Formel zum Bestimmen der Nullstellen einer quadratischen Gleichung: {\displaystyle \textstyle x_{1,2}\;=\;-{\frac {p}{2}}\pm {\sqrt {\left({\frac {p}{2}}\right)^{2}-q}}}
- Eulersche Identität: {\displaystyle \mathrm {e^{i\,\pi }} =-1}
- Gaußsche Summenformel: {\displaystyle \textstyle 1+2+\ldots +n={\frac {n(n+1)}{2}}}

## Normierung
Normiert ist die Schreibweise von Formeln aller Bereiche der Naturwissenschaften und der Technik in der internationalen Norm ISO/IEC 80000 Größen und Einheiten, die in 14 Teilnormen die formalen Regeln für verschiedene physikalische Größen festlegt. Einschlägige DIN-Normen sind etwa DIN 1301 Einheiten, DIN 1302 Allgemeine mathematische Zeichen und Begriffe, DIN 1304 Formelzeichen und DIN 1338 Formelschreibweise und Formelsatz.

## Beispiele
- Chemische Formel
- Empirische Formel; siehe auch Gleichung
- Logische Formel